# Philippe Jullian
Philippe Jullian (* 11. Juli 1919 in Bordeaux als Philippe Simounet; † 25. September 1977 in Paris) war ein französischer Illustrator, Kunsthistoriker, Biograph, Romancier, Ästhet und Dandy.

## Biografie

### Werdegang
Geboren in Bordeaux studierte der Enkel des bedeutenden Althistorikers Camille Jullian Literatur an der Universität, wandte sich dann aber der Graphik zu. Er unternahm ausgedehnte Reisen in Indien und Ägypten. In seinen späteren Lebensjahren lebte er in England, verbrachte die Winter aber regelmäßig in Afrika.
Er starb 1977 durch Suizid.

### Werk
Sein erstes bekanntes Werk als Illustrator war das Künstleretikett auf dem 1945er-Jahrgang des Château Mouton-Rothschild, das den Sieg im Zweiten Weltkrieg zum Thema hatte. Es folgten zahlreiche Buchillustrationen für eigene Werke aber auch für Bücher von Balzac, Dostojewski, Proust und Wilde.
Seine Bücher über den Symbolismus und die Kunst des Fin de Siècle (dem Jugendstil entsprechend) in den späten 1960er- und frühen 1970er-Jahren trugen zu der damals stattfindenden Wiederentdeckung dieser Kunststile bei. Auch als Biograph war er hauptsächlich den Künstlern und Dandys dieser Zeit verpflichtet; unter anderem behandelte er Oscar Wilde, Gabriele D’Annunzio und König Eduard VII.
Seine Romane (vor allem sein wichtigstes Werk, La Fuite en Egypte) kreisen um Themen des Sinnlichen, Makabren und Dekandenten sowie um Homosexualität, Sadomasochismus und Transvestitismus – Jullian war selbst homosexuell. Mehr in Richtung Gesellschaftssatire geht sein Dictionnaire du Snobisme (dt. erschienen als Das Snoblexikon). Zusammen mit Angus Wilson entstand For Whom the Cloche Tolls: A Scrap Book of the Twenties.